# Kejtovské louky
Kejtovské louky je přírodní památka východně od obce Obrataň v okrese Pelhřimov. Oblast spravuje Krajský úřad Kraje Vysočina. Důvodem ochrany jsou zrašelinělé louky podél meandrujícího Kejtovského potoka se zbytkem olšovovrbového luhu, ptačí refugium.